# Rotaugendrossel
Die Rotaugendrossel (Turdus ravidus, Synonym: Mimocichla ravida), auch manchmal als Grand-Cayman-Amsel bezeichnet, ist eine ausgestorbene Vogelart aus der Familie der Drosseln. Sie war endemisch auf Grand Cayman.

## Beschreibung
Die Rotaugendrossel war allgemein aschgrau mit einem weißen Unterbauch. Unterschwanzdecken und die Spitzen der äußeren Schwanzfedern waren ebenfalls weiß. Der Schnabel, die Füße und der nackte Augenring waren rot gefärbt. Die Flügellänge betrug 13,5 cm, die Schwanzlänge 11 cm. Der Schnabel war 2,4 cm lang und die Beine 3,8 cm.

## Vorkommen
Ihr Lebensraum war im Norden und Nordosten der Insel Grand Cayman. Er bestand aus Mangrovensümpfen mit giftigen Manschinellenbäumen (Hippomane mancinella) sowie aus Gegenden mit messerscharfen Korallenfelsen und dem Kletterkaktus Epiphyllum hookeri.

## Aussterben
Charles Barney Cory bezeichnete diese Art bei der wissenschaftlichen Erstbeschreibung als häufig. Doch kurz nach ihrer Entdeckung wurde sie ein begehrtes Objekt für Vogelsammler. Insgesamt 21 Exemplare wurden für vier Kollektionen erlegt. Die ersten vier Individuen im August 1886, drei Exemplare im Jahre 1892 und ein Weibchen im Jahre 1896. Die größte Einzelkollektion bestand aus 13 Vögeln, die der Vogelsammler W. W. Brown, jr. zwischen April und Juli 1916 geschossen hat. Plötzlich war diese Art verschollen und weitere Suchen scheiterten, bis der Zoologe C. Bernard Lewis im Sommer 1938 nördlich von East End im Osten von Grand Cayman ein Exemplar beobachtete. Dies war der letzte zuverlässige Report über eine lebende Rotaugendrossel. Ihr Aussterben hängt höchstwahrscheinlich mit der extensiven Waldrodung zusammen. Aber auch die Hurrikane zwischen den Jahren 1932 und 1944 haben ihren Teil zur Lebensraumzerstörung beigetragen. Ausgestopfte Exemplare finden sich in folgenden Museen: sechs im Field Museum of Natural History in Chicago, eines in der Academy of Natural Sciences in Philadelphia, zwei im American Museum of Natural History in Washington, D.C., eines im Museum für Naturkunde in Berlin, sieben im Louis Agassiz Museum of Comparative Zoology der Harvard University in Cambridge (Massachusetts), eines im Natural History Museum in London, eines im Smithsonian Institution in Washington, D.C. und eines im Carnegie Museum of Natural History in Pittsburgh, Pennsylvania.